# Championnat du Malawi de football 2005
Navigation
Saison 2002-2003 Saison suivante
La saison 2005 du Championnat du Malawi de football est la vingtième édition de la Super League, le championnat de première division malawite. Elle se déroule sous la forme d’une poule unique avec quatorze formations, qui s’affrontent à deux reprises. En fin de saison, pour permettre le passage à un championnat à quinze équipes, les deux derniers du classement sont relégués et remplacés par les trois meilleurs clubs de D2.
C'est le sextuple tenant du titre, Big Bullets qui remporte à nouveau le championnat cette saison, après avoir terminé en tête du classement final, avec un seul point d'avance sur MTL Wanderers et deux sur Silver Strikers. C'est le dixième titre de champion du Malawi de l'histoire du club.

## Les clubs participants
- Big Bullets[1]
- Moyale Barracks FC
- CIVO United
- Silver Strikers
- Red Lions Zomba
- ADMARC Tigers
- MTL Wanderers
- Blue Eagles FC
- Sammy’s United
- Dwanga United
- Super ESCOM
- Cobbe Barracks FC - Promu de D2
- KRADD Eagles FC - Promu de D2
- MAFCO FC

## Compétition

### Classement
| Rang | Équipe             | Pts | J  | G  | N  | P  | Bp | Bc | Diff |
| ---- | ------------------ | --- | -- | -- | -- | -- | -- | -- | ---- |
| 1    | Big BulletsT       | 55  | 26 | 16 | 7  | 3  | 44 | 13 | +31  |
| 2    | MTL WanderersC     | 54  | 26 | 16 | 6  | 4  | 48 | 18 | +30  |
| 3    | Silver Strikers    | 53  | 26 | 15 | 8  | 3  | 52 | 23 | +29  |
| 4    | CIVO United        | 52  | 26 | 15 | 7  | 4  | 39 | 16 | +23  |
| 5    | ADMARC Tigers      | 38  | 26 | 10 | 8  | 8  | 37 | 28 | +9   |
| 6    | Blue Eagles FC     | 37  | 26 | 9  | 10 | 7  | 25 | 21 | +4   |
| 7    | Super ESCOM        | 35  | 26 | 9  | 8  | 9  | 33 | 31 | +2   |
| 8    | Dwanga United      | 31  | 25 | 8  | 7  | 10 | 31 | 38 | -7   |
| 9    | Red Lions Zomba    | 31  | 26 | 8  | 7  | 11 | 24 | 31 | -7   |
| 10   | Cobbe Barracks FCP | 27  | 26 | 8  | 3  | 15 | 28 | 51 | -23  |
| 11   | Sammy’s United     | 24  | 26 | 5  | 9  | 12 | 26 | 43 | -17  |
| 12   | Moyale Barracks FC | 22  | 26 | 5  | 7  | 14 | 28 | 47 | -19  |
| 13   | KRADD EaglesP      | 18  | 26 | 4  | 6  | 16 | 19 | 46 | -27  |
| 14   | MAFCO FC           | 13  | 26 | 2  | 7  | 16 | 23 | 51 | -28  |

|  | Champion du Malawi 2005                                                                |
|  | Qualification pour la Ligue des champions de la CAF 2006                               |
|  | Relégation directe en deuxième division                                                |
|  | T : Tenant du titre C : Vainqueur de la Coupe du Malawi P : Promu de deuxième division |

## Bilan de la saison
| Championnat du Malawi de football 2005 |                              |
| Champion                               | Big Bullets (10e titre)      |
| Coupes et trophées                     |                              |
| Vainqueur de la Coupe du Malawi 2005   | MTL Wanderers                |
| Qualifications continentales           |                              |
| Ligue des champions de la CAF 2006     | CIVO United                  |
| Coupe de la confédération 2006         | Aucun                        |
| Promotions et relégations              |                              |
| Promus en Super League                 | Mzuzu Central Hospital Stars |
| Promus en Super League                 | Eagle Beaks FC               |
| Promus en Super League                 | Nchalo United                |
| Relégués en National League            | KRADD Eagles FC              |
| Relégués en National League            | MAFCO FC                     |